# Fraseria
Fraseria – rodzaj ptaków z podrodziny muchołówek (Muscicapinae) w rodzinie muchołówkowatych (Muscicapidae).

## Zasięg występowania
Rodzaj obejmuje gatunki występujące w Afryce Subsaharyjskiej.

## Morfologia
Długość ciała 12–18 cm; masa ciała 9–42 g.

## Systematyka

### Etymologia
- Fraseria: Louis Fraser (?1819–?1883) – angielski zoolog, kurator Muzeum Zoological Society of London w latach 1832–1846, kurator Knowsley Collection w latach 1848–1851, wicekonsul w Dahomeju w latach 1851–1853, kolekcjoner z Nigerii w latach 1841–1842, Ekwadoru w roku 1857, Kalifornii w roku 1860 i Florydy w roku 1883[6].
- Myioparus: gr. μυω muō – „zamknąć”; rodzaj Parisoma Swainson, 1832, pokrzewka[7]. Gatunek typowy: Stenostira plumbea Hartlaub, 1858.

### Podział systematyczny
Do rodzaju należą następujące gatunki:
- Fraseria cinerascens Hartlaub, 1857 – mucharka białobrewa
- Fraseria griseigularis (F.J. Jackson, 1906) – mucharka szarogardła
- Fraseria plumbea (Hartlaub, 1858) – mucharka sina
- Fraseria ocreata (Strickland, 1844) – mucharka łuskowana
- Fraseria olivascens (Cassin, 1859) – mucharka oliwkowa
- Fraseria lendu (Chapin, 1932) – mucharka brązowogrzbieta
- Fraseria caerulescens (Hartlaub, 1865) – mucharka popielata
- Fraseria tessmanni (Reichenow, 1907) – mucharka plantacjowa